# Angoba

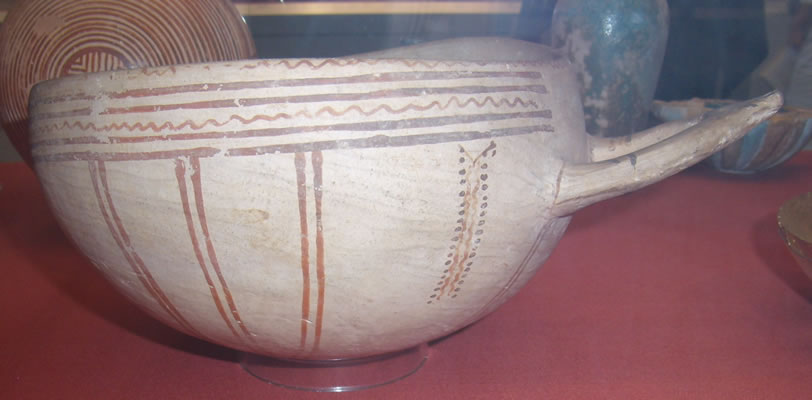
Czarka z pobiałką (Cypr)

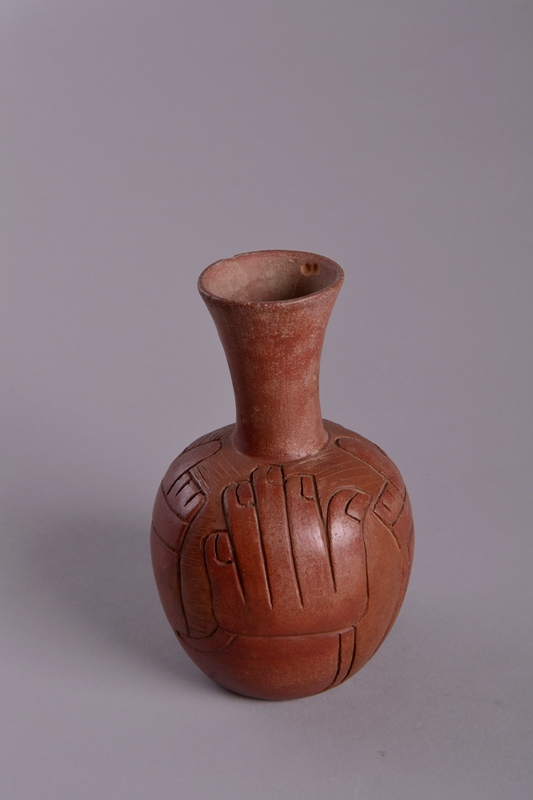
Butla kryta czerwoną angobą z dekoracją rytą (Peru)

Angoba (fr. engobe), polewa, pobiałka, engoba – delikatna powłoka z białej lub barwionej glinki nakładana na wyrób przed wypaleniem dla uzyskania powierzchni  matowej lub lśniącej.
Uszlachetniona, płynna glinka, którą cienkowarstwowo pokrywa się powierzchnię (czerep) ceramicznego naczynia z gorszego surowca (np. z gliny zanieczyszczonej, gruboziarnistej). Wygładza jego powierzchnię, zmniejsza przesączalność i nadaje jasny koloryt. Zasadniczo nakładane dla ozdoby, angoby najczęściej są żółte, czerwonawe i matowe białe (nazywane pobiałką). Bywają dodatkowo zdobione polichromią lub ryciem (sgraffito), także techniką barbotine lub szkliwione. Angobowanie, znane od czasów przedhistorycznych, występuje we wszystkich kręgach kulturowych.  
W produkcji płytek ceramicznych angoba stosowana jest samodzielnie lub jako podkład pod szkliwo. Zabezpiecza przed odgazowywaniem masy ceramicznej, przed przesiąkaniem wody na wierzch szkliwa oraz poprawia krzywiznę wypalanego wyrobu. Nakładana na wyroby poprzez polewanie (dzwonem), zanurzanie lub też spryskiwanie (z kabin dyskowych). W produkcji płytek ceramicznych stosuje się pobiałki, w składzie których są: fryty, glinki, kaoliny, piaski szklarskie, mączki wapienne oraz inne dodatki (np. cyrkon).
Angoby są jednym z najstarszych sposobów zdobienia surowej ceramiki. Dzięki zastosowaniu na ceramice uszlachetniają powierzchnie glin pośledniej jakości; są łatwiejsze do zastosowania od szkliw. Z reguły nakładane na wyroby niewypalane, dzięki czemu można skutecznie obniżyć koszty produkcji. Pozostawiają jednak czerep naczyń porowaty i dla nadania wodoszczelności należy powierzchnię przedmiotu pokryć szkliwami.